# Billy-sur-Aisne

Billy-sur-Aisne este o comună în departamentul Aisne din nordul Franței. În 1 ianuarie 2022 avea o populație de 1.141 de locuitori.